# 진도 금골산 오층석탑
진도 금골산 오층석탑(珍島 金骨山 五層石塔)은 대한민국 전라남도 진도군, 금성초등학교 내에 있는 고려 시대의 오층석탑이다. 1971년 1월 8일 대한민국의 보물 제529호로 지정되었다.

## 개요
고려시대부터 이곳에 해월사(海月寺)라는 절이 있었다고 하는데, 그 절에 속했던 석탑으로, 지금 자리한 곳이 원래의 위치로 짐작된다.
1단으로 이루어진 기단(基壇)은 4장의 돌로 구성되었으며, 각 모서리와 면의 가운데에 기둥 모양을 새겨두었다. 기단의 맨윗돌에는 특별한 장식을 하지 않아 두껍고 밋밋하다는 느낌을 주는데, 이러한 양식은 《정읍 은선리 삼층석탑》(보물 제167호)과 비슷하다. 탑신부의 1층 몸돌은 기단에 비해 좁고 기형적으로 길고 높은 매우 특이한 양식을 보이고 있다. 지붕돌은 몸돌에 비해 상당히 넓고 두꺼워 불안정한 느낌을 주며, 각 층 지붕돌의 모습에도 차이가 있다. 지붕돌 밑면의 받침수 또한 1·2·4층은 5단이고, 3층은 4단, 5층은 3단으로 정형화된 양식에서 벗어나 있는 모습이다. 탑의 머리장식부분에는 구슬 모양의 장식만 있을 뿐 다른 부재는 없다.
이 탑의 기단부와 1층 몸돌은 매우 길게 조성되어 은선리삼층석탑 양식을 따르고 있다. 이는 《부여 정림사지 오층석탑》(국보 제9호)을 모방한 백제 양식이 국토의 최남단 섬에까지 퍼졌다는 점에서 의의가 크다. 각 부분의 양식이 독특하고 불규칙적인 면이 많아 탑 양식에 지방색이 많이 드러나게 되는 고려 후기에 건립된 것으로 보인다.

## 같이 보기
- 금성초등학교
- 해원사터 - 진도군 향토문화유산(유형유산) 제20호
- 부여 정림사지 오층석탑 - 국보 제9호
- 정읍 은선리 삼층석탑 - 보물 제167호